# Hakia
Niektóre z zamieszczonych tu informacji od 2016-11 wymagają weryfikacji.
Dokładniejsze informacje o tym, co należy poprawić, być może znajdują się w dyskusji tego artykułu.
 Po wyeliminowaniu niedoskonałości należy usunąć szablon {{Dopracować}} z tego artykułu.
Hakia – eksperymentalna wyszukiwarka internetowa, opracowana przez amerykańską firmę Hakia przy udziale m.in. polskiej firmy Prokom Software SA. Usługa została wyłączona w 2014 roku. Miała być konkurencją dla Google. 
Jej głównym atutem była możliwość udzielania konkretnej odpowiedzi na pytania zadawane językiem naturalnym, np. „Jaka jest prędkość światła?” albo „Ile osób mieszka w Polsce?”. Podobne możliwości oferowała wcześniej m.in. AltaVista czy Ask Jeeves. Hakia wykorzystywała ontologie budowane na bazie statystyk uzyskanych w wyniku analizy stron internetowych. Zwracała wyniki zawierające również strony ze sformułowaniami o bliskim znaczeniu. Hakia odpowiadała na wiele pytań korzystając z własnych zasobów, nie odsyłając internauty do konkretnych stron. Jednak czasami jedynie zaznaczała tekst, który mógłby pomóc w odnalezieniu rozwiązania. Wyszukiwarka miała też nawiązywać dialog z użytkownikiem, zachęcając go do zadawania bardziej szczegółowych pytań. Przy prostych zapytaniach (np. cancer, Poland, Churchill) Hakia oferowała galerie, czyli tematyczne grupy linków do stron związanych z hasłem.
Hakia miała być główną wyszukiwarką m.in. w nowym projekcie firm Internet Group i CR Media Consulting o roboczej nazwie P21. W założeniu miał to być serwis społecznościowy konkurujący bezpośrednio z Gazeta.pl i O2.pl.